# آوگوست استریندبری
یوهان آوگوست استریندبری (اوگاست استریندبری) (به سوئدی: Johan August Strindberg) (زادهٔ ۲۲ ژانویهٔ ۱۸۴۹ در استکهلم – درگذشتهٔ ۱۴ مهٔ ۱۹۱۲ در استکهلم) نویسندهٔ داستان کوتاه، رمان و نمایش‌نامه‌نویس پرکار سوئدی بود که در کنار هنریک ایبسن، سورن کی‌یرکگور و هانس کریستیان آندرسن از مهم‌ترین و تأثیرگذارترین نویسندگان اسکاندیناوی به‌شمار می‌آید. استریندبری از بنیان‌گذاران تئاتر مدرن شمرده می‌شود و در وطنش به شکسپیرِ سوئد معروف بود. او استاد مسلم اکسپرسیونیسم در تئاتر است.

## سرگذشت
در سال ۱۸۴۹، همزمان با ورشکسته شدن نماینده یک شرکت کشتیرانی در استکهلم که پدر استریندبرگ در آن مشغول کار بود، اگوست استریندبرگ به دنیا آمد. استریندبری در ۱۸۴۹ خانواده‌ای فقیر در استکهلم به دنیا آمد و در طول زندگی خود به حرفه‌های گوناگونی همچون معلمی، بازیگری، روزنامه‌نگاری، و کتابداری پرداخت.
او در سال ۱۸۷۵ با دختری نجیب‌زاده که بازیگر هم بود، ازدواج کرد و در دوران زندگی مشترکش کتابی دوجلدی با عنوان متأهل نوشت. این کتاب به‌دلیل بیان مسائلی که در آن روزگار ناشایست به‌شمار می‌رفت، باعث شد استریندبری به کفرگویی متهم شود. او از این اتهام تبرئه شد؛ اما تأثیر سوء آن تا زمان مرگش همواره با او بود و همیشه خود را قربانی و در این امر همسرش را مقصر می‌دانست.
استریندبری در سال ۱۸۹۱، به‌دلیل اختلافات شدید، از همسرش جدا شد و نتوانست حضانت چهار فرزندش را بگیرد و این امر تأثیر فراوانی بر او و آثارش گذاشت.

## آثار
استریندبری از پیشگامان نوگرایی در ادبیات سوئد بود. مجموعه آثارش به زبان سوئدی به ۵۵ اثر می‌رسد.
از او کتاب‌ها و نمایش‌نامه‌های متعددی به فارسی ترجمه و چاپ شده‌است؛ از جمله پدر، تودهٔ هیزم، پلیکان، و سونات اشباح.

### رمان
- ۱۸۷۹ - اتاق سرخ

### مجموعه داستان کوتاه

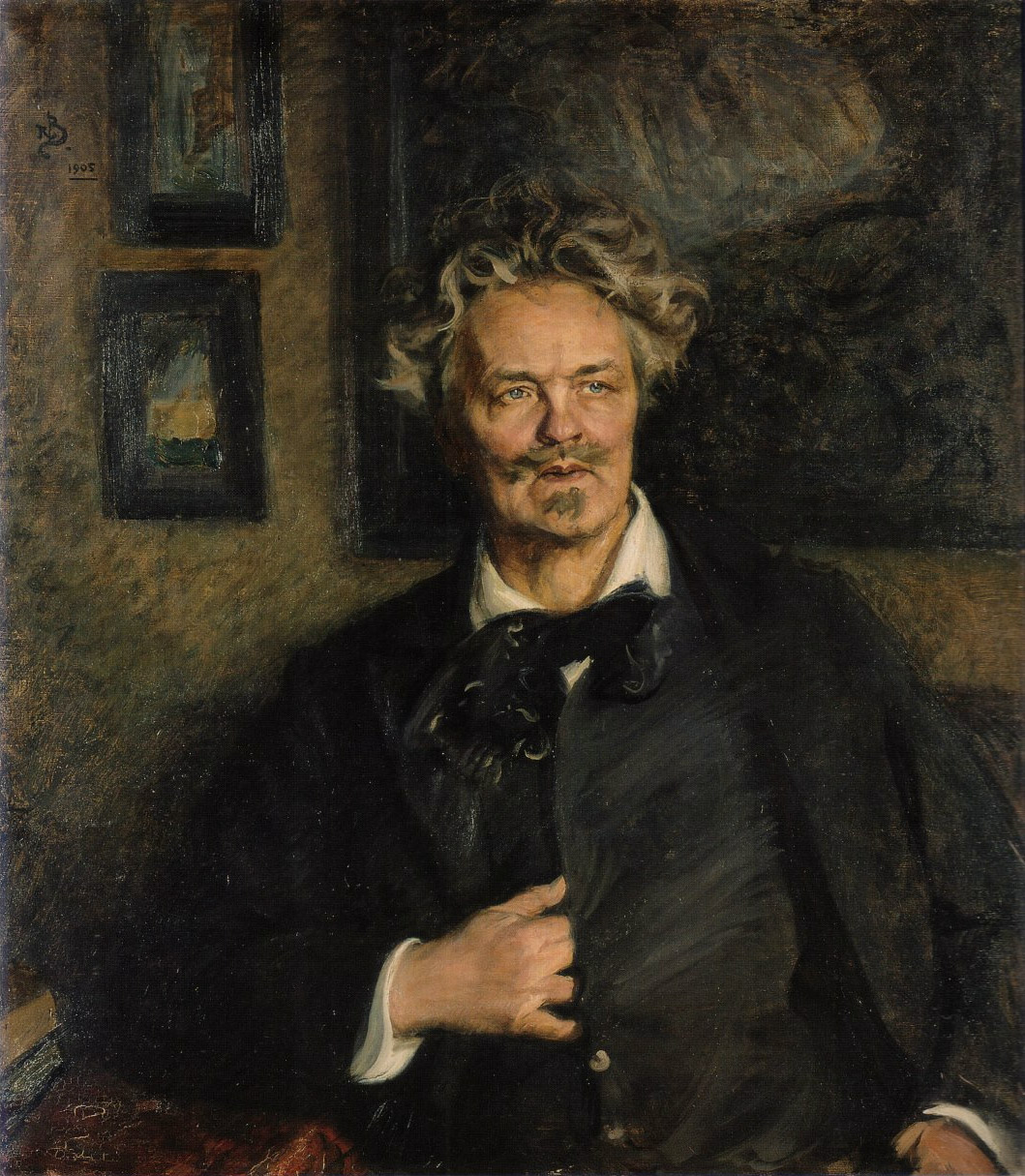
پرترهٔ آوگوست استریندبری، اثرِ ریکارد برگ (۱۹۰۵)

- ۱۸۸۱- ماجراها و تقدیرهای سوئدی
- ۱۸۸۴–۱۸۸۶ متأهل

### نمایشنامه
- ۱۸۸۳ سفر پیتر خوش‌شانس
- ۱۸۸۷ پدر
- ۱۸۸۸ بانو جولیا
- ۱۸۸۹ طلبکارها
- ۱۸۹۸–۱۹۰۲ به سوی دمشق
- ۱۸۹۲ همراه با آتش
- ۱۸۹۲ تعهد
- ۱۸۹۹ همه جا جنایت است و جنایت
- ۱۸۹۹ اریک چهاردهم
- ۱۹۰۰ عید پاک
- ۱۹۰۰ رقص مرگ
- ۱۹۰۱ یک نمایش رؤیایی
- ۱۹۰۷ پلیکان
- ۱۹۰۷ طوفان
- ۱۹۰۷ خانه سوخته
- ۱۹۰۷ سونات اشباح
- ۱۹۰۹ - بزرگراه باشکوه
- ۱۸۸۹ قوی‌تر
- ۱۸۸۹ پاریا
- ۱۸۷۱ یاغی
- ۱۹۰۵ عشق مادری